# Monte Pellegrino
De Monte Pellegrino (Nederlands: Pelgrimsberg) is een berg aan de noordkust van Sicilië, vier kilometer van het stadscentrum van Palermo. De maximale hoogte van de kalksteenberg bedraagt 606 meter.
In een aantal van de meer dan veertig grotten van de Monte Pellegrino zijn prehistorische rotstekeningen ontdekt, die aantonen dat de berg en zijn omgeving al duizenden jaren worden bewoond. In de derde eeuw v. Chr. belegerde Pyrrhus van Epirus de berg die werd verdedigd door de Carthagers. Vanaf 248 v. Chr. bezette Hamilcar Barkas de berg totdat de Romeinen in 245 v. Chr. de berg en de omgeving veroverden.
Sinds de zeventiende eeuw is de Monte Pellegrino een belangrijk pelgrimsoord, omdat men in 1625 het intacte lichaam van de heilige Rosalia in een 25 meter diep hol vond. Op het moment dat het lichaam van de heilige Palermo binnen werd gedragen, eindigde een pestepidemie. Zodoende werd Rosalia de nieuwe beschermheilige van Palermo. Het hol bevindt zich op een hoogte van 458 meter. Voor de ingang ervan werd in 1625 een barokke kapel gebouwd. In de kapel ligt de glazen schrijn met de liggende gestalte van Rosalia.
Goethe beschreef de Monte Pellegrino in zijn Italiaanse Reis als het mooiste voorgebergte van de wereld.
Het Parco della Favorita, op en rond de berg, is geliefd bij de inwoners van Palermo. In 1996 werd het gebied rond de berg tot beschermd natuurgebied verklaard, om de rotsschilderingen te beschermen. In de nacht van 3 op 4 september vindt jaarlijks een fakkeltocht plaats ter ere van de beschermheilige van Palermo.